# Jimeno Garces
Jimeno Garcés (ur. zapewne po 880, zm. 29 maja 931 roku) – król Nawarry 925-931 jako regent Garcii I bądź samodzielny władca z dynastii Jimenez.
Pochodził z drugiego małżeństwa Garcíi Jiméneza (prawdopodobnego władcy bądź współwładcy Nawarry w końcu IX w., założyciela dynastii Jimenez) z Dadildis, siostrą hrabiego Ribagorza, Rajmunda I. Miał starszego brata Iñígo (zm. 931), prawdopodobnie króla Pampeluny oraz siostrę Sanchę (oboje z pierwszego małżeństwa ojca). Jego starszy brat, Sancho I, pierwszy król Nawarry (od 905) z dynastii Jimenez zmarł w 925 roku. Pozostawił sześć córek i niepełnoletniego syna, Garcię I, prawdopodobnie urodzonego w 919 roku. Codex Roda podaje, że Jimeno wstąpił po nim na tron i panował przez 5 lat i 5 miesięcy. Jednak donacja dla klasztoru San Martín de Albelda z 11 stycznia 931 podaje zarówno Jimeno (regent), jak i Garcię I (król najjaśniejszy) jako władców. W 927, przy wsparciu muzułmańskiego rodu banu Qasi zmusił Abd-ar-Rahmana III do wycofania się bez walki z części swoich terenów. Jimeno zmarł 29 maja 931 roku, a regentka Garcii I została jego matka, Toda Aznarez (zm. po 970).
Jimeno ożenił się z Sanchą Aznarez, siostrą Tody Aznarez i wnuczką ostatniego króla Nawarry z dynastii Arista, Foruna Garcesa. Jej ojcem był Aznar Sanchez z Larraun, a matką Oneka z Pampeluny. Mieli razem czwórkę dzieci:
- Garcię, który zbiegł z matką do Gaskonii, a następnie ją zabił (z tego powodu zamordowano go)
- Sancha, męża Quissilo, córki of Garcíi, hrabiego Bailo
- Dadildis, żonę Musy Aznara (być może pana Huesca i po kądzieli wnuka Aznara II Galíndeza, hrabiego Aragonii)
- (prawdopodobnie) Nuñilo (zm. po 913), żona Frueli II, króla Asturii, Leónu i Galicji i matka Alfonso Froilaza

Z nieznaną kochanką miał nieślubnego syna, Garcię, który zmarł w Kordowie.